# Японська військова інтервенція в Сибір
Японська військова інтервенція в Сибір (яп. シベリア出兵) 1918—1922 років — це одна з назв відрядження японських збройних сил до російських Приморських провінцій у рамках спільних зусиль західних держав і Японської імперії для підтримки військ російського білого руху проти більшовицької Червоної армії під час громадянської війни в Росії. Японські війська зазнали втрат свого особового складу в розмірі 1399 убитих і ще 1717 померлих від хвороб. З 1918 по 1922 роки японські війська окупували російські міста і селища в Приморському краї.

## Передумови

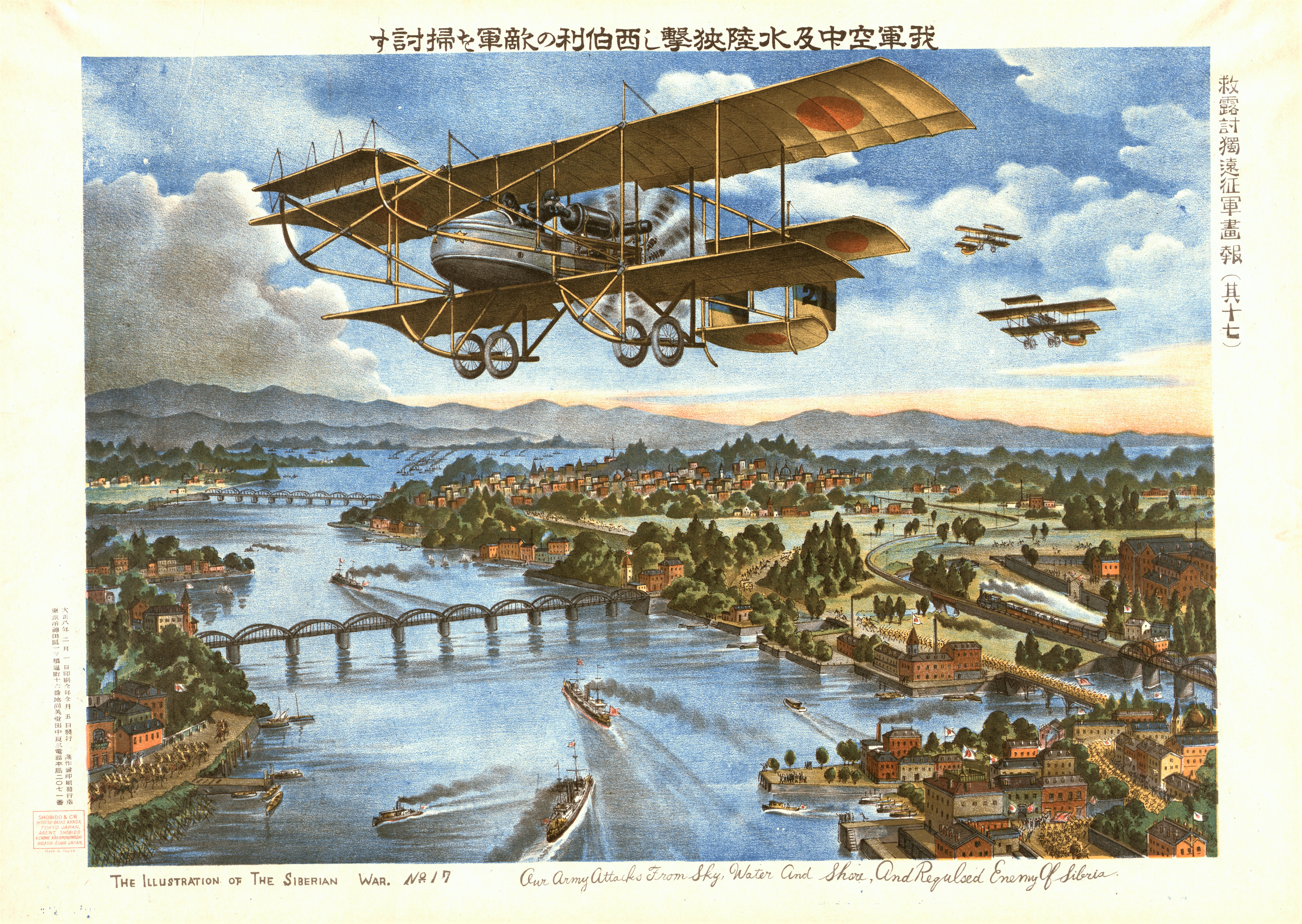
Японська пропагандистська літографія, яка виступає за окупацію російського Далекого Сходу.

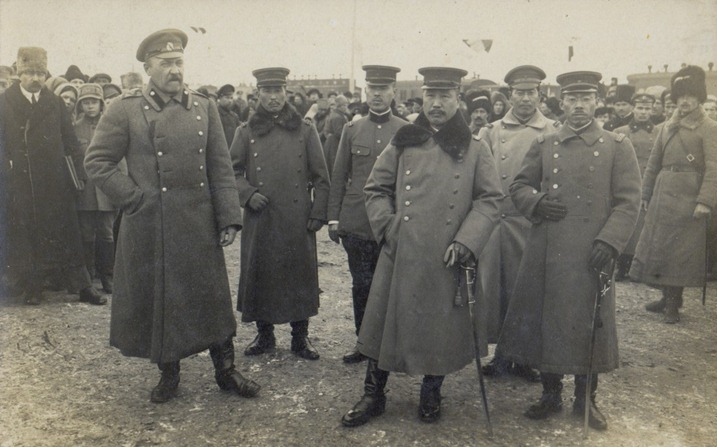
Японські офіцери у Владивостоці з місцевим командиром генерал-лейтенантом Розановим (1920).

23 серпня 1914 року Японська імперія оголосила війну Німецькій імперії, виправдовуючи це англо-японським альянсом, і стала одним з членів «Антанти». Імператорський флот Японської імперії зробив значний внесок у військові зусилля союзників в Азії; однак Імператорська армія Японської імперії була більш прихильною до Німецької імперії, і, окрім захоплення німецької колонії Циндао, не горіла бажанням брати участь у бойових діях проти Німеччини. Повалення російського самодержавства та зречення царя Миколи II та встановлення більшовицької диктатури на території колишньої Російської імперії, призвело до сепаратного миру з Німеччиною і розвалу всього Східного фронту. Поширення антимонархічної більшовицької революції на схід викликало велику стурбованість уряду Японської імперії. Особливо Японію хвилювала ситуація в Владивостоці, що мав вихід до Японського моря і був великим портом з величезним запасом військових товарів і великою спільнотою іноземних купців.

## Інтервенція Японської імперії
Ще у 1917 році представники Франції просили Японську імперію втрутитися в конфлікт на території Росії, але японська сторона відмовилася. Однак у лютому 1918 року генеральний штаб імператорської армії Японської імперії та військове міністерство Японської імперії сформували «Комітет планування Сибіру» з метою вивчення можливості того, що при падінні російського царського режиму з'явиться можливість звільнити Японську імперію від будь-якої майбутньої загрози з боку Російської імперії шляхом відокремлення від неї Сибіру, та формування на його території самостійної буферної держави. Імператорська армія Японської імперії запропонувала наступ на два фронти: від Владивостока до Хабаровська вздовж річки Амур, а також через Китайсько-Східну залізницю, щоб відрізати російську Транссибірську залізницю на озері Байкал. Одначе уряд Японської імперії який на той час був під цивільним керівництвом прем'єр-міністра Хара Такасі, відхилив цей план.
Наприкінці 1917 року уряд Японської імперії був стривожений рішенням Британської імперії звернувся до США щодо можливої спільної інтервенції у Владивосток без консультацій з Японською імперією, попри наявний англо-японський альянс. У грудні 1917 року Британська імперія погодилась, що військові переміщення в регіоні повинні враховувати думку Японської імперії, але ще до того як були опрацьовані деталі, британці наказали «HMS Саффолк» відправитись з Гонконгу до Владивостока. Прем'єр-міністр Японської імперії пан Тераучі Масатаке був обурений і наказав Імператорському флоту Японської імперії першими досягти Владивостока. Це завдання було доручено японському контрадміралу Като Канджі з лінкорами «Iwami» та «Asahi». Завдяки цілодобовій роботі екіпажів під час новорічних свят «Івамі» зміг вийти з військово-морського округу Куре 9 січня 1918 року і прибув до Владивостока 12 січня, лише за два дні до британського «HMS Suffolk». 17 січня прибув «Asahi» і Като переніс свій флагман на нього. З американської сторони 1 березня до Владивостока прибув «USS Brooklyn», який вже був у Владивостоці в 1917 році.

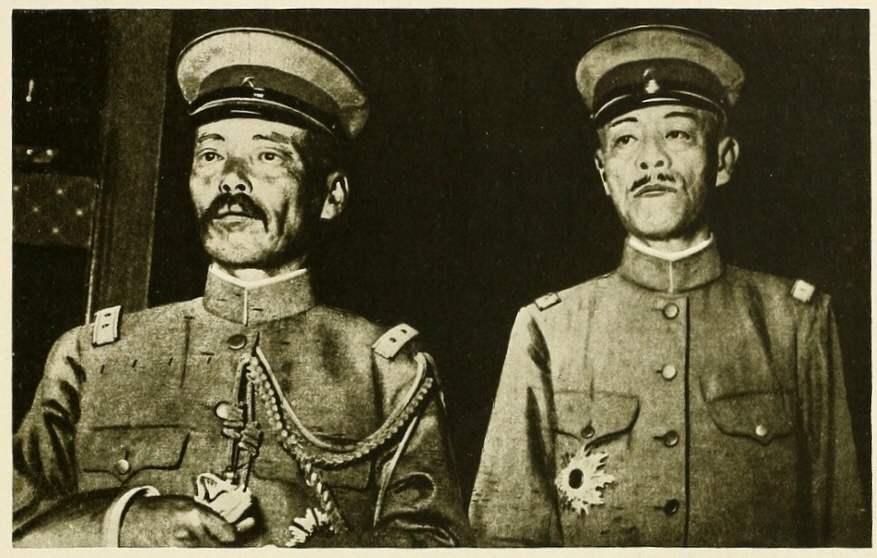
Генерал-лейтенант Міцує Юї та генерал Кікузо Отані, лідери японських військових сил у Сибіру

Початковим японським наміром було продемонструвати силу своїми військовими кораблями та зміцнить мораль місцевих антибільшовицьких сил, що допоможе відновити громадський порядок; однак це виявилося надто оптимістичним. Після пограбування японського магазина озброєним натовпом під час якого було вбито власника-японця, уряд Японської імперії не чекаючи на проведення розслідування вбивства, дозволив висадку своїй морській піхоті яка почала окупацію всього міста. Військові сили Британської імперії також висадили 100 королівських морських піхотинців для захисту свого консульства, а американці утримались від дій. У липні 1918 року президент США Вудро Вільсон звернувся до уряду Японської імперії з проханням надати 7000 військових для включення їх в міжнародну коаліцію з 25 000 військових, яка включала американський експедиційний корпус, для порятунку Чехословацького легіону та охорони військових запасів у Владивостоці. Після бурхливих дебатів у парламенті Японської імперії, адміністрація прем'єр-міністра Японської імперії пана Тераучі погодилася надіслати 12000 своїх військових, але під командуванням Японської імперії, а не в складі так званої міжнародної коаліції.
Після прийняття «політичного рішення», імператорська армія Японської імперії перебрала повний контроль під керівництвом начальника штабу пана Юі Міцує, і було проведено масштабне планування військової експедиції. Зрештою Японська імперія розгорнула 70 000 військових під командуванням японського генерала Кікузо Отані — набагато більше, ніж очікували будь-які інші союзні держави. Крім цього, союзники передбачали операції лише в околицях Владивостока, але за кілька місяців японські війська проникли на захід і дійшли аж до озера Байкал і Бурятії, а до 1920 року японські «дзайбацу», такі як Міцубісі, Міцуі та інші, відкрили свої офіси у Владивостоці, Хабаровську, Миколаївськ-на-Амурі та Читі, привівши з собою понад 50 000 цивільних поселенців. Навіть після того як міжнародна коаліція відвела свої сили, японські військові сили залишались на окупованих нею територіях. Однак політична опозиція завадила японській армії анексувати багатий на природні ресурси регіон. Японська імперія продовжувала підтримувати лідера Білого руху російського адмірала Олександра Колчака до його поразки та захоплення в полон у 1920 році, а також підтримувала режим російського отамана Семенова, який вони мали намір взяти під контроль у рамках запланованої буферної держави, але нестабільний уряд якого розпався до 1922 року. У березні — квітні 1922 року японська армія відбила великі наступи більшовицьких військ на Владивосток. 24 червня 1922 року Японська імперія оголосила, що до жовтня в односторонньому порядку виведе свої війська з усієї території Росії, за винятком острова Сахалін, який був захоплений у відповідь за Миколаївський інцидент 1920 року. Останні японські солдати покинули територію Владивостока 25 жовтня 1922 року. 20 січня 1925 року в Пекіні було підписано радянсько-японську конвенцію. За цією конвенцією Японська імперія зобов'язалася вивести свої війська з Північного Сахаліну до 15 травня 1925 року.

## Вплив на японську політику
Мотиви Японської імперії в «сибірській інтервенції» були складними й погано сформульованими. Японська імперія (як і США та інші міжнародні коаліційні сили) перебували в Сибіру для охорони накопичених військових запасів і для порятунку Чехословацького легіону. Проте антипатія уряду Японської імперії до комунізму та соціалізму, бажання історичної помсти Росії та очікувана можливість вирішити «північну проблему» на користь Японської імперії шляхом створення буферної держави, чи шляхом прямого територіального розширення теж були важливими факторами в прийнятті політичних рішень урядом Японської імперії. Підтримка різних лідерів російського Білого руху залишило Японську імперію в поганій дипломатичній позиції стосовно уряду Радянського Союзу після перемоги Червоної армії у громадянській війні в Росії. Також інтервенція роздробила воєнну єдність Японської імперії, що вилилось в конфлікти між японською армією та японським урядом і поновлення міжусобиць у середині самої японської армії. Офіційне проведення «сибірської інтервенції» пізніше було піддано різкій критиці в японському парламенті, коли японська армію звинуватили в грубому спотворенні чисельності надісланих сил, незаконному привласненні таємних коштів і підтримці таких фігур, як російський генерал-лейтенант Роман фон Унгерн-Штернберг, чутки про звірства якого дійшли до преси.
Втрати імператорської армії Японської імперії під час «Сибірської експедиції» включали близько 5 000 загиблих від бойових дій або хвороб, а понесені фінансові витрати перевищили 900 мільйонів японських єн.

## Цитування
1. ↑  General-Lieutenant G.F.Krivosheyev (1993). Soviet Armed Forces Losses in Wars, Combat Operations Military Conflicts (PDF). Moscow Military Publishing House. с. 46. Процитовано 29 серпня 2024.
2. 1 2  Spencer, Tucker World War I: A Student Encyclopedia.
3. 1 2 3 4  Gow, 2004, с. 55—61.
4. 1 2 3 4 5  Humphreys, 1996, с. 25.
5. ↑  Harries, 2001, с. 122.
6. ↑  Humphreys, 1996, с. 26.
7. ↑  Harries, 2001, с. 123—124.
8. ↑  Dallin, 2013, с. 158.
9. ↑  Harries, 2001, с. 127.